# دریاچه چونگارا
دریاچهٔ چونگارا (به اسپانیایی: Lago Chungará) در استان پاریناکوتا در مرز شیلی با بولیوی قرار دارد. این دریاچه که یکی از جاذبه‌های اصلی پارک ملی لوکا به‌شمار می‌رود ۴۵۱۷ متر از سطح دریا ارتفاع داشته و یکی از مرتفع‌ترین دریاچه‌های جهان محسوب می‌شود.
مساحت دریاچهٔ چونگارا ۲۱٬۵ کیلومتر مربع است و ژرفایی برابر با ۳۳ متر دارد. از آنجا که این منطقه دارای آب و هوای بیابانی است، متوسط درجهٔ حرارت بین ۱۲ تا ۲۰ درجهٔ سانتی‌گراد در طول روز و -۳ تا -۲۴ درجهٔ سانتی‌گراد در طول شب تغییر می‌یابد.
دریاچهٔ چونگارا دارای چشم‌اندازی باشکوه است به‌ویژه که دوقلوهای آتشفشانی پاریناکوتا و پومراپه نیز پس‌زمینهٔ آن را تشکیل می‌دهند. این منطقه همچنین از نظر پوشش گیاهی و جانوری بسیار غنی بوده و تعداد بی‌شماری از پرندگان آبزی آندی در آن ساکنند. از جمه پرندگان و جانوران این منطقه می‌توان به فلامینگوی شیلیایی، یکو، ناندو، کبک پونا، کندور، شیر کوهی، لاما، آلپاکا، ویزکاچا و روباه اشاره نمود.

## نگارخانه

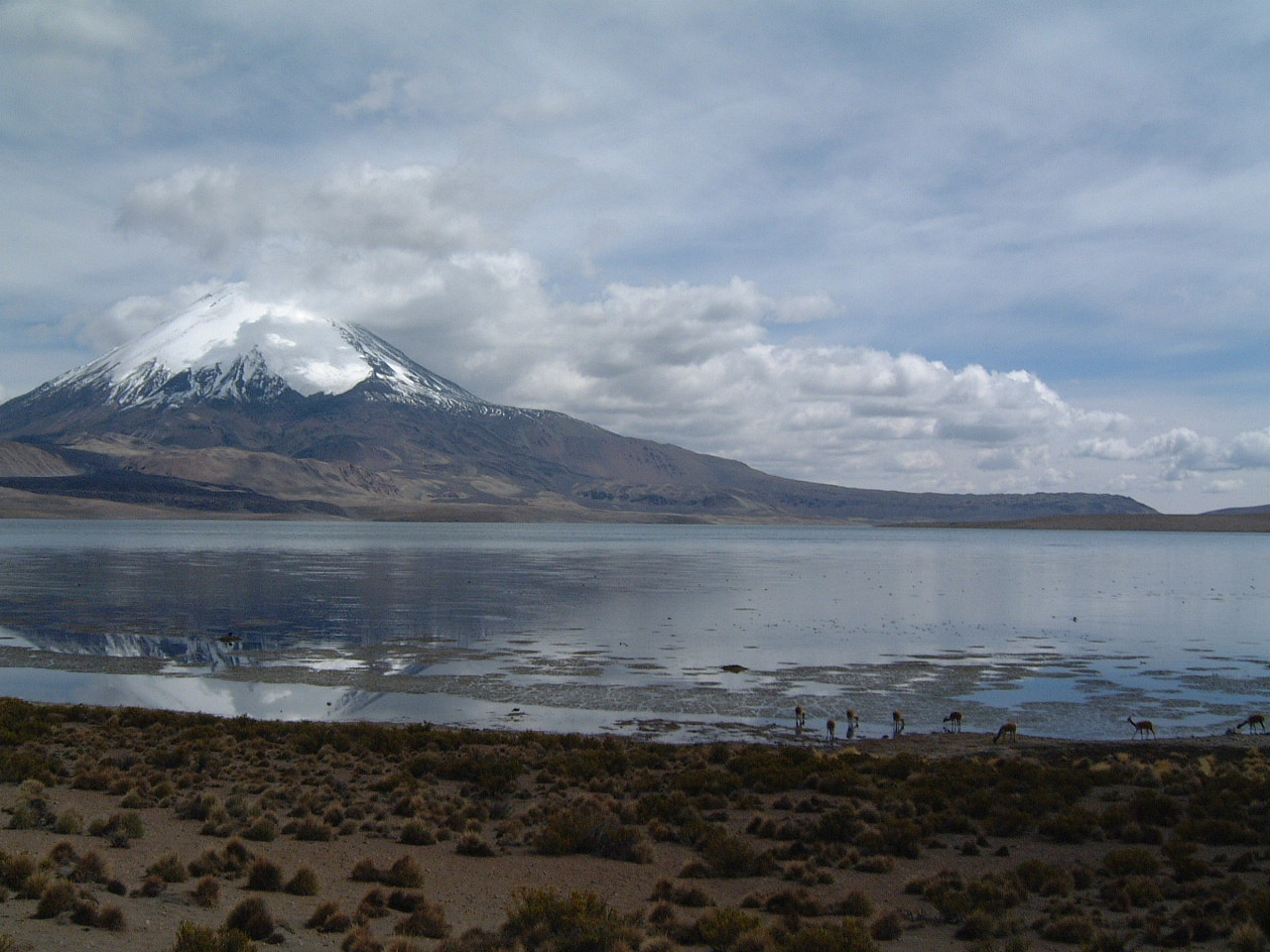
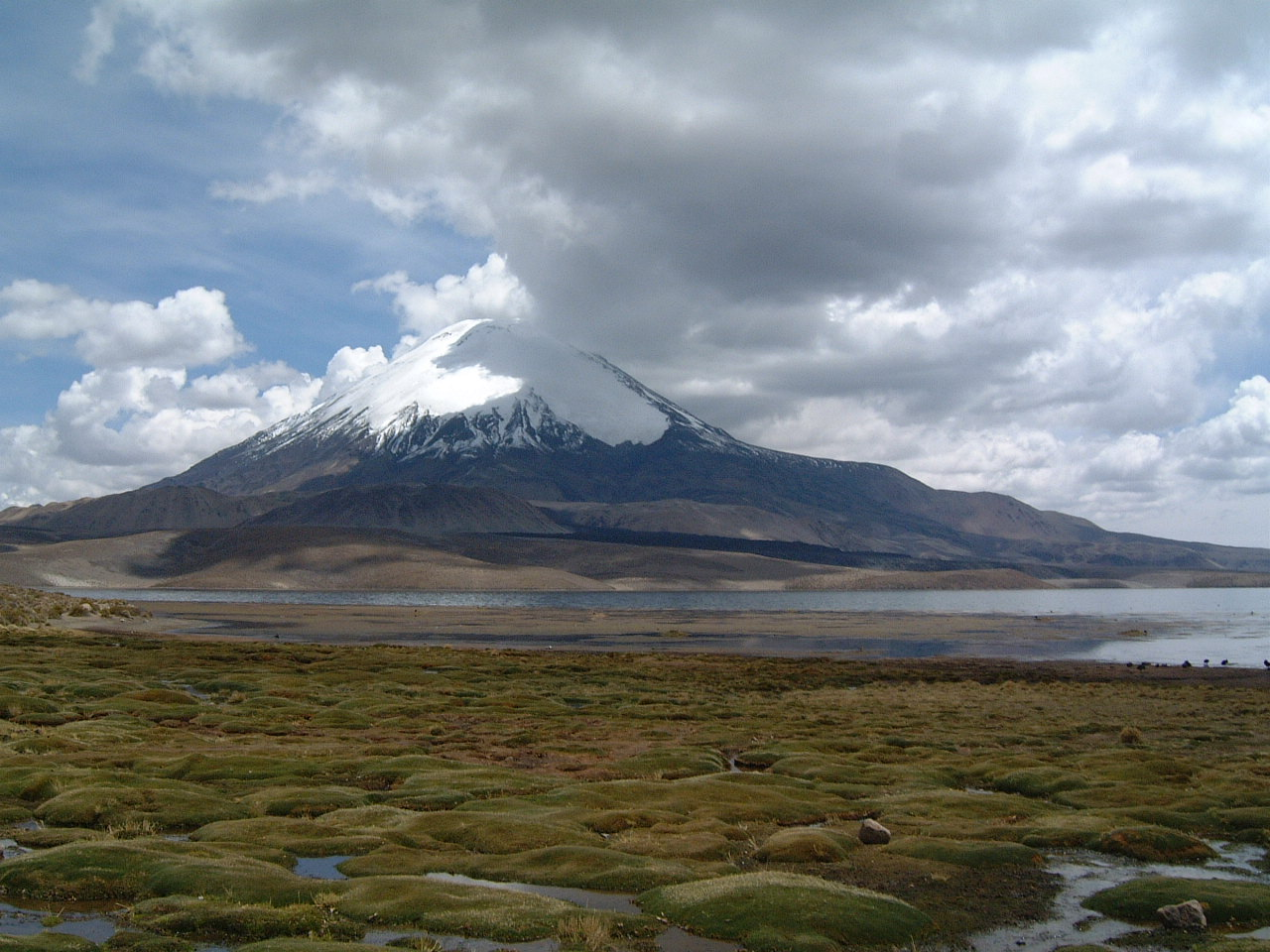